# Hassan Nazer
Hassan Nazer est un réalisateur et producteur iranien.

## Biographie
Hassan Nazer étudie le cinéma à l'université d'Aberdeen.
Son troisième film, Utopia (2015), qui auparavant a déjà remporté cinq prix dans des festivals internationaux, est sélectionné par l'Afghanistan pour représenter le cinéma afghan à la 88e cérémonie des Oscars dans la catégorie Oscar du meilleur film en langue étrangère.

## Filmographie partielle

### Comme réalisateur
- 2011 : Black Day
- 2014 : Inja Iran
- 2015 : Utopia
- 2022 : Winners